# Curaçao-Schleiereule
Die Curaçao-Schleiereule (Tyto bargei) ist eine Art aus der Gattung der Schleiereulen, die nur auf Curaçao in der Karibik vorkommt. Sie galt lange als eine Unterart der Schleiereule, wird aber in jüngerer Literatur als eigenständige Art angesehen. Auf Curaçao ist sie sehr selten; als endemische Art ist ihr Bestand durch Lebensraumvernichtung und die Verwendung von Pestiziden besonders gefährdet.

## Merkmale
Die Curaçao-Schleiereule gleicht der Schleiereule, ist aber deutlich kleiner und hat kürzere Flügel und einen kürzeren Schwanz. Die Körperlänge beträgt 29 Zentimeter, die Flügellänge liegt zwischen 24,6 und 25,9 Zentimetern, der Schwanz ist etwa 10,9 Zentimeter lang. Die Körperunterseite ist weißlich und an den Brustseiten dunkel gefleckt. Die Krallen sind weniger stark ausgeprägt als dies bei der Amerikaschleiereule der Fall ist.
Die Curaçao-Schleiereule ist auf Curaçao vermutlich ein Standvogel. Sie kommt in halboffenem Gelände vor, das mit Dickichten, kleinen Wäldern und alten Gebäuden oder Ruinen bestanden ist. Sie ist ausschließlich nachtaktiv. Zu ihren Besonderheiten zählt, dass sie Fledermäuse auch in deren Höhlen jagt oder diese fängt, wenn sie ihre Höhlen in der Abenddämmerung verlassen. In ihrem Nahrungsspektrum spielen Ratten eine große Rolle. Einen großen Anteil hat die auf Curaçao eingeführte Wanderratte, daneben fängt sie Mäuse, Fledermäuse, kleinere Reptilien, Vögel bis zur Größe kleiner Tauben, größere Insekten und Spinnen. Über ihre Fortpflanzungsbiologie ist nur sehr wenig bekannt. Diese gleicht aber vermutlich der anderer Schleiereulen.

## Belege

### Einzelbelege
1. ↑   König et al., S. 209
2. ↑   König et al., S. 213
3. ↑   König et al., S. 213